# Arminka Helic, Baroness Helic

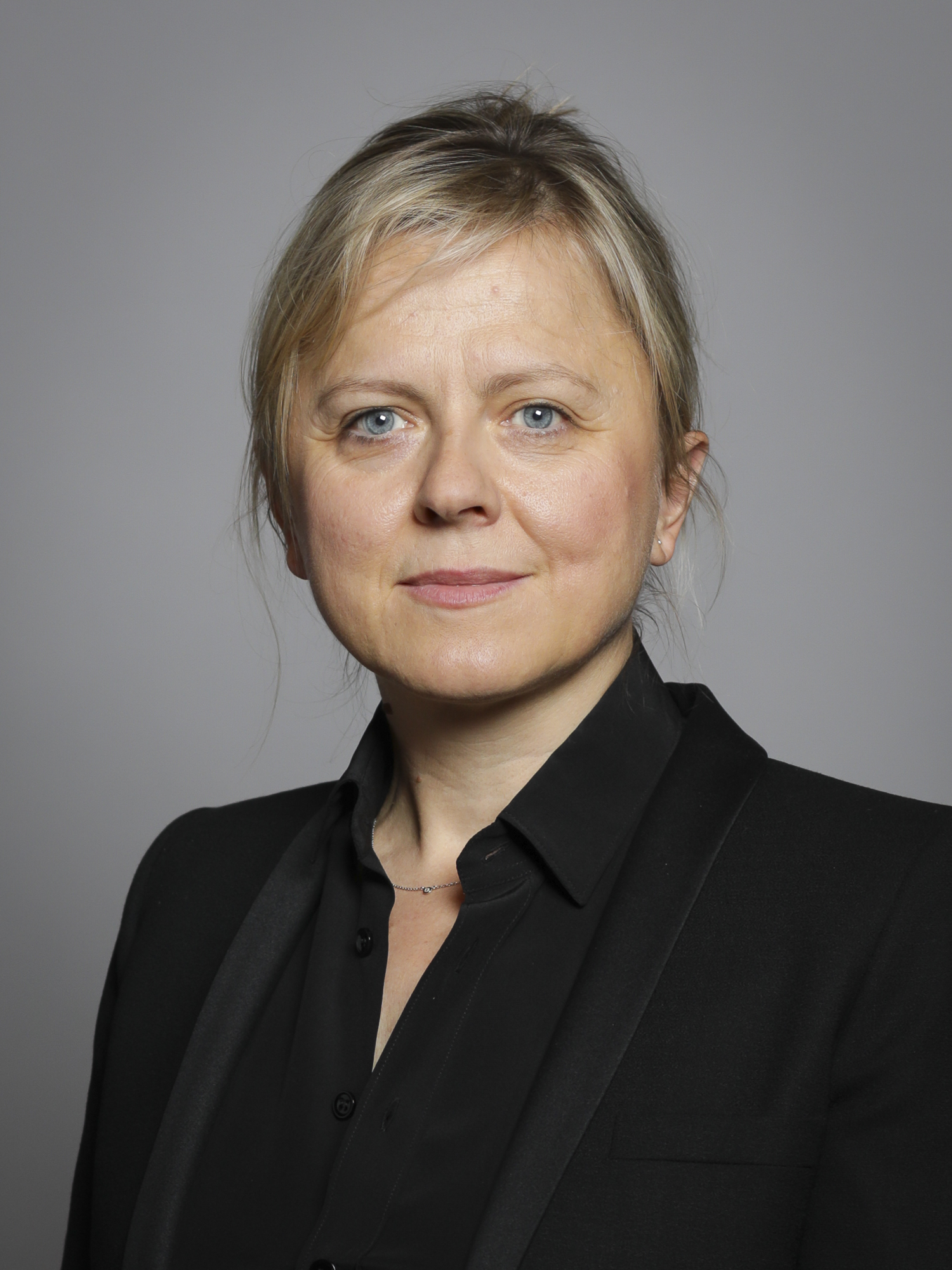
Arminka Helic, Baroness Helic (2019)

Arminka Helic, Baroness Helic (* 20. April 1968 in Gračanica, SR Bosnien und Herzegowina, Jugoslawien) ist eine britische Politikerin der Konservativen Partei. Sie ist seit 2014 Mitglied des House of Lords.
Sie floh in den 1990er Jahren vor dem Krieg im damaligen Jugoslawien ins Vereinigte Königreich und wurde dort später eingebürgert.
Nach dem Wahlsieg der Konservativen 2010 war sie als Special Adviser und Chief of Staff des damaligen britischen Außenministers William Hague tätig. Seit 2012 fungierte sie, neben Chloé Dalton, als Beraterin von Angelina Jolie in deren humanitärem Einsatz, insbesondere dem Kampf gegen sexuelle Gewalt. Ein besonderes Anliegen ist es Helic, Vergewaltigung als Kriegswaffe zu bannen und den Opfern zu helfen. 
Sie wurde am 18. September 2014 mit dem Titel Baroness Helic, of Millbank in the City of Westminster, zum Life Peer erhoben, wodurch sie das dritte muslimische Parlamentsmitglied der Conservative Party wurde. Sie erhielt ihre Einführung ins House of Lords am 24. November 2014,
Helic wurde 2015 in den Vorstand des Treuhandfonds für Opfer unter der Schirmherrschaft des Rom-Statuts des Internationalen Strafgerichtshof in Den Haag gewählt.